# Drôle de jeu (émission de télévision)
Pour le roman, voir Drôle de jeu.
 (mars 2021).
Si vous disposez d'ouvrages ou d'articles de référence ou si vous connaissez des sites web de qualité traitant du thème abordé ici, merci de compléter l'article en donnant les références utiles à sa vérifiabilité et en les liant à la section « Notes et références ».
Drôle de jeu était une émission de télévision française créée par Hervé Hubert, coproduite et présentée par Vincent Lagaf' du 1er janvier 1997 au 12 juin 1999. Elle était diffusée mensuellement le samedi soir à 20 h 50 sur TF1. Dès 1998, Bill l'extraterrestre participa aussi à l'émission.

## Principe de l'émission
Le but de l'émission consistait à revisiter le répertoire des histoires drôles au travers d'un panel quiz de célébrités regroupés en quatre équipes de deux (1re version : janvier 1997 à juin 1998) et deux équipes de quatre (2e version : septembre 1998 à juin 1999). Chacune des trois manches comporte deux quiz et une épreuve relevée par chaque équipe.

## Épreuves

### Histoires
- Histoire de jouer : un exercice de théâtre en costume
- Histoire de raconter : chaque invité raconte une histoire drôle
- Histoire d'être bref : blagues courtes racontés par une ou deux personnes.

« Les histoires les plus courtes sont souvent les moins longues ! » - Vincent Lagaf'
- Histoire de corser : chaque invité doit mimer avec un accent une situation sans rapport avec ce qu'il raconte en mangeant des guimauves, en respirant de l'hélium, déguisé en bébé, en nain (le costume de nain est particulier : les mains du déguisé sont les pieds du nain et elles sont remplacées par les mains de Lagaf’), etc.
- Histoire de téléphoner : un jeu de phrases à terminer auquel les deux invités doivent les poser ayant le téléphone en main. Le premier invité pose la question commençant par « Allô… » au deuxième invité qui doit répondre par « Ici… »

Exemple : Allô vamour (Lova Moor) Ici Licone (silicone).
- Histoire de se lancer : un des deux invités de chaque équipe doit choisir un sur quatre thèmes représentés sur des tableaux à dessins présentés par les Gaffettes et raconter une histoire drôle concernant le thème qu'il a choisi.
- Histoire de périphraser : similaire à Histoire de téléphoner sauf que les candidats doivent dire des périphrases qui ont des liens avec des titres (de films, livres…).

Exemple : L'énorme Schtroumpf. Réponse : Le Grand Bleu.

### Quiz
- Drôles de Records : les invités doivent trouver les talents des recordmans.
- Drôles de Familles : jeu de « Monsieur et Madame… ont un fils (ou une fille). »

Exemple : Monsieur et Madame Pard ont un fils. Réponse: Léo (Léopard).
- Drôles de Départements : jeu de questions dont les réponses sont des départements français.

Exemple : Quel est le département d'une assemblée ? Réponse : La Réunion.
- Drôles de Devinettes : jeu de devinettes.
- Drôles de Spots : quiz sur les pages publicitaires provenant de beaucoup de pays dont la France.
- Drôles de Rébus : à l'aide des dessins représentés sur l'écran géant de l'émission, les invités doivent trouver leurs sens.
- Drôles de Chutes : les invités doivent trouver la suite d'une l'histoire drôle racontée par Vincent Lagaf' qui représente la chute.
- Drôles de Titres : les invités doivent trouver des titres de films qui sont mimés par Vincent Lagaf' et, souvent, les Gaffettes grâce aux accessoires.

## Invités
Les invités étaient des célébrités du monde de la musique, de la télévision ou de l'humour. Certains étaient nommés uniquement par leur nom de famille par Vincent Lagaf' : Exemple : Bern et Servat, Roblès et Gigot...

### Invités récurrents
Certaines vedettes étaient des habituées du jeu.
- Julie Arnold
- Caroline Barclay
- Bud
- Georges Beller
- Fabrice
- Guy Montagné
- Vincent Perrot
- Marie-Thérèse Porchet
- Philippe Risoli
- Bruno Roblès et Pascal Gigot
- Jean Roucas
- Gérard Vives
- Les Vamps (également sous leur réelle identité)

### Autres invités ayant participé à l'émission
| - Les 2Be3 - Les Alliage - Nicole Avezard (les Vamps) - Pascal Bataille - Thierry Beccaro - Valérie Bénaïm - Catherine Benguigui - Stéphane Bern - Plastic Bertrand - Alexandra Bronkers - Pascal Brunner - C. Jérôme - Carlos - Jean-Pierre Castaldi - Charly et Lulu - Karen Cheryl - Georges Chétochine | - Julien Courbet - Alexandre Debanne - Dominique de Lacoste (les Vamps) - Franck de Lapersonne - Dieudonné - Mouss Diouf - Dorothée - Sonia Dubois - Éric et Ramzy - Denise Fabre - Laurent Fontaine - Raymond Forestier - Jean-Pierre Foucault - Les G Squad - Fiona Gelin - Alain Gillot-Pétré - Indra - Ishtar - Jessy | - Sylvie Joly - Atmen Kelif - Chantal Ladesou - Philippe Lavil - Yves Lecoq - Les Chevaliers du Fiel - Olivier Lejeune - Julien Lepers - Lio - Veronika Loubry - Raphaël Mezrahi - Gilbert Montagné - Bernard Montiel - Lova Moor - Éric Morena - Christian Morin - Les Native | - Cyril Neveu - Tom Novembre - Popeck - Jacques Pradel - Camille Saféris - Pascal Sellem - Henry-Jean Servat - Sheila - Nathalie Simon - Tex - Sandy Valentino |